# Fi Geminorum
Fi Geminorum (φ Gem / 83 Geminorum) es una estrella en la constelación de Géminis de magnitud aparente +4,98.
Aunque no tiene nombre propio, junto a θ Geminorum, ι Geminorum, ν Geminorum y τ Geminorum, era conocida como Woo Chow Shih o Woo Choo How, «Los Siete Príncipes Feudales de China».
De acuerdo a la nueva reducción de los datos de paralaje de Hipparcos, se encuentra a 223 años luz de distancia del sistema solar.
Fi Geminorum es una estrella blanca de la secuencia principal de tipo espectral A3V.
Semejante a Heze (ζ Virginis) o Megrez (δ Ursae Majoris), su temperatura superficial es de 8375 K.
Tiene una luminosidad 44 veces superior a la luminosidad solar, superior a la de las estrellas antes citadas.
Ello es consecuencia de su mayor masa —2,32 veces mayor que la masa solar—, así como su estado evolutivo más avanzado —ha recorrido el 83% de su trayecto dentro de la secuencia principal.
Su diámetro angular estimado, 0,56 milisegundos de arco, permite evaluar su radio, siendo éste 4,1 veces más grande que el radio solar.
Gira sobre sí misma con una velocidad de rotación igual o mayor de 160 km/s.
Fi Geminorum es una binaria visual cuyo período orbital es de 581,75 días.
La órbita es circular.
Nada se sabe sobre su compañera estelar.